# Copa Libertadores da América de 2001
A Copa Libertadores da América de 2001 foi a 42.ª edição da competição de futebol realizada todos os anos pela Confederação Sul-Americana de Futebol. Equipes das dez associações sul-americanas mais o México participaram do torneio.
O Boca Juniors ganhou seu quarto título, e segundo consecutivo, após vencer o Cruz Azul, do México nos pênaltis.
Com o título da competição, o Boca Juniors obteve o direito de participar da Copa Intercontinental de 2001, contra o Bayern de Munique, da Alemanha, campeão da Liga dos Campeões da UEFA de 2000-01.

## Equipes classificadas
| País                                  | Equipe               | Classificação                                                                   |
| ------------------------------------- | -------------------- | ------------------------------------------------------------------------------- |
| Argentina · (4 vagas + atual campeão) | Boca Juniors         | Campeão da Libertadores 2000                                                    |
| Argentina · (4 vagas + atual campeão) | River Plate          | Campeão do Torneio Apertura 1999 e Clausura 2000                                |
| Argentina · (4 vagas + atual campeão) | San Lorenzo          | Melhor pontuação na tabela agregada de 1999-2000                                |
| Argentina · (4 vagas + atual campeão) | Rosário Central      | 2º melhor pontuação na tabela agregada de 1999-2000                             |
| Argentina · (4 vagas + atual campeão) | Vélez Sarsfield      | 3º melhor pontuação na tabela agregada de 1999-2000                             |
| Bolívia · (3 vagas)                   | Jorge Wilstermann    | Campeão do Torneio Apertura 2000                                                |
| Bolívia · (3 vagas)                   | Oriente Petrolero    | Campeão do Torneio Clausura 2000                                                |
| Bolívia · (3 vagas)                   | The Strongest        | Campeão da repescagem entre os vice-campeões dos torneios Apertura e Clausura   |
| Brasil · (4 vagas)                    | Vasco da Gama        | Campeão do Campeonato Brasileiro de 2000                                        |
| Brasil · (4 vagas)                    | Cruzeiro             | Campeão da Copa de Brasil 2000                                                  |
| Brasil · (4 vagas)                    | Palmeiras            | Campeão da Copa dos Campeões de 2000                                            |
| Brasil · (4 vagas)                    | São Caetano          | Vice-Campeão do Campeonato Brasileiro de 2000                                   |
| Chile · (3 vagas)                     | Universidad de Chile | Campeão do Campeonato Chileno de 2000                                           |
| Chile · (3 vagas)                     | Cobreloa             | Vice-Campeão do Campeonato Chileno de 2000                                      |
| Chile · (3 vagas)                     | Deportes Concepción  | Campeão da Pre-Libertadores 2000                                                |
| Colômbia · (3 vagas)                  | América de Cali      | Campeão do Torneio Finalización 2000 e Campeonato Colombiano de 2000            |
| Colômbia · (3 vagas)                  | Deportivo Cali       | Campeão do Torneio Apertura 2000                                                |
| Colômbia · (3 vagas)                  | Junior Barranquilla  | Vice-Campeão do Campeonato Colombiano de 2000                                   |
| Equador · (3 vagas)                   | Olmedo               | Campeão do Campeonato Equatoriano de 2000                                       |
| Equador · (3 vagas)                   | El Nacional          | Vice-campeão do Campeonato Equatoriano de 2000                                  |
| Equador · (3 vagas)                   | Emelec               | 3º colocado no Campeonato Equatoriano de 2000                                   |
| Paraguai · (3 vagas)                  | Olímpia              | Campeão do Campeonato Paraguaio de 2000                                         |
| Paraguai · (3 vagas)                  | Guaraní              | Vice-Campeão do Campeonato Paraguaio de 2000                                    |
| Paraguai · (3 vagas)                  | Cerro Porteño        | Campeão do Quadrangular Pré-Libertadores 2001                                   |
| Peru · (3 vagas)                      | Universitario        | Campeão do Campeonato Peruano de 2000                                           |
| Peru · (3 vagas)                      | Sporting Cristal     | Vice-campeão do Torneio Clausura 2000 e Vice-campeão Campeonato Peruano de 2000 |
| Peru · (3 vagas)                      | Sport Boys           | Vice-campeão do Torneio Apertura 2000                                           |
| Uruguai · (3 vagas)                   | Nacional             | Campeão do Campeonato Uruguaio de 2000                                          |
| Uruguai · (3 vagas)                   | Defensor Sporting    | Campeão da Liguilla Pré-Libertadores da América 2000                            |
| Uruguai · (3 vagas)                   | Peñarol              | Vice-Campeão da Liguilla Pré-Libertadores da América 2000                       |
| Venezuela · (2 vagas)                 | Deportivo Táchira    | Campeão do Campeonato Venezuelano de 1999-2000                                  |
| Venezuela · (2 vagas)                 | Deportivo Italchacao | Vice-Campeão do Campeonato Venezuelano de 1999-2000                             |
| México · (2 vagas)                    | Atlante              | Campeão da Copa Pré-Libertadores                                                |
| México · (2 vagas)                    | Cruz Azul            | Vice-Campeão da Copa Pré-Libertadores                                           |

## Primeira Fase
| Equipe               | Pts | J | V | E | D | GP | GC | SG |
| -------------------- | --- | - | - | - | - | -- | -- | -- |
| Cruz Azul            | 12  | 6 | 4 | 0 | 2 | 15 | 8  | +7 |
| Deportivo Táchira    | 12  | 6 | 4 | 0 | 2 | 7  | 8  | -1 |
| Deportivo Italchacao | 9   | 6 | 3 | 0 | 3 | 9  | 10 | -1 |
| Atlante              | 3   | 6 | 1 | 0 | 5 | 8  | 13 | -5 |

|                      | ATE | CAZ | ITA | TAC |
| -------------------- | --- | --- | --- | --- |
| Atlante              | –   | 2–4 | 2–3 | 1–2 |
| Cruz Azul            | 1–3 | –   | 4–1 | 4–1 |
| Deportivo Italchacao | 2–0 | 0–2 | –   | 1–2 |
| Deportivo Táchira    | 1–0 | 1–0 | 0–2 | –   |

## Fase de grupos

### Grupo 1
| Equipe                 | Pts | J | V | E | D | GP | GC | SG  |
| ---------------------- | --- | - | - | - | - | -- | -- | --- |
| Rosário Central        | 13  | 6 | 4 | 1 | 1 | 13 | 4  | +9  |
| Junior de Barranquilla | 10  | 6 | 3 | 1 | 2 | 10 | 6  | +4  |
| Vélez Sarsfield        | 9   | 6 | 3 | 0 | 3 | 5  | 8  | -3  |
| Universitario          | 2   | 6 | 0 | 2 | 4 | 3  | 13 | -10 |

|                        | JUN | RCE | UNI | VEL |
| ---------------------- | --- | --- | --- | --- |
| Junior de Barranquilla | –   | 3–1 | 1–1 | 4–0 |
| Rosário Central        | 1-0 | –   | 6-0 | 2-0 |
| Universitario          | 1-2 | 1–1 | –   | 0-2 |
| Vélez Sarsfield        | 2-0 | 0-2 | 1–0 | –   |

### Grupo 2
| Equipe               | Pts | J | V | E | D | GP | GC | SG  |
| -------------------- | --- | - | - | - | - | -- | -- | --- |
| Palmeiras            | 16  | 6 | 5 | 1 | 0 | 16 | 5  | +11 |
| Cerro Porteño        | 13  | 6 | 4 | 1 | 1 | 17 | 6  | +11 |
| Universidad de Chile | 4   | 6 | 1 | 1 | 4 | 5  | 13 | -8  |
| Sport Boys           | 1   | 6 | 0 | 1 | 5 | 3  | 17 | -14 |

|                      | CPO | PAL | SBO | UCH |
| -------------------- | --- | --- | --- | --- |
| Cerro Porteño        | –   | 0–0 | 3-1 | 6–0 |
| Palmeiras            | 5-2 | –   | 3–0 | 2–1 |
| Sport Boys           | 0-4 | 1-4 | –   | 0-2 |
| Universidad de Chile | 0-2 | 1-2 | 1-1 | –   |

### Grupo 3
| Equipe              | Pts | J | V | E | D | GP | GC | SG |
| ------------------- | --- | - | - | - | - | -- | -- | -- |
| Nacional            | 14  | 6 | 4 | 2 | 0 | 9  | 2  | +7 |
| Deportes Concepción | 7   | 6 | 2 | 1 | 3 | 8  | 8  | 0  |
| San Lorenzo         | 7   | 6 | 2 | 1 | 3 | 9  | 10 | -1 |
| Jorge Wilstermann   | 6   | 6 | 2 | 0 | 4 | 7  | 13 | -6 |

|                     | DCO | JWI | NAC | SLO |
| ------------------- | --- | --- | --- | --- |
| Deportes Concepción | –   | 3–0 | 0–0 | 3-2 |
| Jorge Wilstermann   | 2–1 | –   | 1-2 | 4-2 |
| Nacional            | 2–0 | 3–0 | –   | 1–0 |
| San Lorenzo         | 2–1 | 2–0 | 1-1 | –   |

### Grupo 4
| Equipe           | Pts | J | V | E | D | GP | GC | SG  |
| ---------------- | --- | - | - | - | - | -- | -- | --- |
| Cruzeiro         | 16  | 6 | 5 | 1 | 0 | 15 | 4  | +11 |
| Emelec           | 9   | 6 | 2 | 3 | 1 | 7  | 6  | +1  |
| Olimpia          | 5   | 6 | 1 | 2 | 3 | 10 | 13 | -3  |
| Sporting Cristal | 3   | 6 | 1 | 0 | 5 | 4  | 13 | -9  |

|                  | CRU | EME | OLI | SCR |
| ---------------- | --- | --- | --- | --- |
| Cruzeiro         | –   | 2–0 | 3-1 | 5–0 |
| Emelec           | 0-0 | –   | 1–1 | 3–1 |
| Olimpia          | 3-4 | 2–2 | –   | 1–0 |
| Sporting Cristal | 0–1 | 0-1 | 3–2 | –   |

### Grupo 5
| Equipe        | Pts | J | V | E | D | GP | GC | SG |
| ------------- | --- | - | - | - | - | -- | -- | -- |
| River Plate   | 12  | 6 | 4 | 0 | 2 | 13 | 6  | +7 |
| El Nacional   | 9   | 6 | 3 | 0 | 3 | 8  | 9  | -1 |
| Guaraní       | 7   | 6 | 2 | 1 | 3 | 9  | 11 | -2 |
| The Strongest | 7   | 6 | 2 | 1 | 3 | 10 | 14 | -4 |

|               | ELN | GUA | RIV | STR |
| ------------- | --- | --- | --- | --- |
| El Nacional   | –   | 3–1 | 1–0 | 2-1 |
| Guaraní       | 3-1 | –   | 0–1 | 4–1 |
| River Plate   | 2–0 | 4-0 | –   | 5–1 |
| The Strongest | 2–1 | 1-1 | 4-1 | –   |

### Grupo 6
| Equipe            | Pts | J | V | E | D | GP | GC | SG  |
| ----------------- | --- | - | - | - | - | -- | -- | --- |
| Vasco da Gama     | 18  | 6 | 6 | 0 | 0 | 16 | 5  | +11 |
| América de Cali   | 12  | 6 | 4 | 0 | 2 | 10 | 9  | +1  |
| Peñarol           | 4   | 6 | 1 | 1 | 4 | 7  | 10 | -3  |
| Deportivo Táchira | 1   | 6 | 0 | 1 | 5 | 3  | 12 | -9  |

|                   | AME | TAC | PEN | VAS |
| ----------------- | --- | --- | --- | --- |
| América de Cali   | –   | 3–0 | 2-1 | 0–3 |
| Deportivo Táchira | 0-2 | –   | 0-0 | 0–1 |
| Peñarol           | 1-2 | 3–1 | –   | 1–3 |
| Vasco da Gama     | 4–1 | 3–2 | 2-1 | –   |

### Grupo 7
| Equipe            | Pts | J | V | E | D | GP | GC | SG |
| ----------------- | --- | - | - | - | - | -- | -- | -- |
| Cruz Azul         | 13  | 6 | 4 | 1 | 1 | 12 | 7  | +5 |
| São Caetano       | 8   | 6 | 2 | 2 | 2 | 6  | 4  | +2 |
| Defensor Sporting | 7   | 6 | 2 | 1 | 3 | 8  | 11 | -3 |
| Olmedo            | 6   | 6 | 2 | 0 | 4 | 11 | 15 | -4 |

|                   | CAZ | DEF | OLM | SCA |
| ----------------- | --- | --- | --- | --- |
| Cruz Azul         | –   | 2–0 | 3-1 | 1–0 |
| Defensor Sporting | 3-2 | –   | 3–2 | 0–1 |
| Olmedo            | 2–3 | 4-2 | –   | 2–1 |
| São Caetano       | 1–1 | 0–0 | 3–0 | –   |

### Grupo 8
| Equipe            | Pts | J | V | E | D | GP | GC | SG |
| ----------------- | --- | - | - | - | - | -- | -- | -- |
| Boca Juniors      | 15  | 6 | 5 | 0 | 1 | 7  | 5  | +2 |
| Cobreloa          | 10  | 6 | 3 | 1 | 2 | 8  | 7  | +1 |
| Deportivo Cali    | 9   | 6 | 3 | 0 | 3 | 13 | 8  | +5 |
| Oriente Petrolero | 1   | 6 | 0 | 1 | 5 | 6  | 14 | -8 |

|                   | BOC | COB | DCA | OPE |
| ----------------- | --- | --- | --- | --- |
| Boca Juniors      | –   | 1–0 | 2-1 | 2-1 |
| Cobreloa          | 0-1 | –   | 2–1 | 2–1 |
| Deportivo Cali    | 3–0 | 1-2 | –   | 4–1 |
| Oriente Petrolero | 0–1 | 2-2 | 1-3 | –   |

## Classificação para a fase final
| Pos. | Primeiros dos grupos | Pts | J | V | E | D | GP | GC | SG  | Ap   |
| ---- | -------------------- | --- | - | - | - | - | -- | -- | --- | ---- |
| 1    | Vasco da Gama        | 18  | 6 | 6 | 0 | 0 | 16 | 5  | +11 | 100% |
| 2    | Palmeiras            | 16  | 6 | 5 | 1 | 0 | 16 | 5  | +11 |      |
| 3    | Cruzeiro             | 16  | 6 | 5 | 1 | 0 | 15 | 4  | +11 |      |
| 4    | Boca Juniors         | 15  | 6 | 5 | 0 | 1 | 7  | 5  | +2  |      |
| 5    | Nacional             | 14  | 6 | 4 | 2 | 0 | 9  | 2  | +7  |      |
| 6    | Rosário Central      | 13  | 6 | 4 | 1 | 1 | 13 | 4  | +9  |      |
| 7    | Cruz Azul            | 13  | 6 | 4 | 1 | 1 | 12 | 7  | +5  |      |
| 8    | River Plate          | 12  | 6 | 4 | 0 | 2 | 13 | 6  | +7  |      |

| Pos. | Segundos dos grupos    | Pts | J | V | E | D | GP | GC | SG  | Ap  |
| ---- | ---------------------- | --- | - | - | - | - | -- | -- | --- | --- |
| 9    | Cerro Porteño          | 13  | 6 | 4 | 1 | 1 | 17 | 6  | +11 |     |
| 10   | América de Cali        | 12  | 6 | 4 | 0 | 2 | 10 | 9  | +1  |     |
| 11   | Junior de Barranquilla | 10  | 6 | 3 | 1 | 2 | 10 | 6  | +4  |     |
| 12   | Cobreloa               | 10  | 6 | 3 | 1 | 2 | 8  | 7  | +1  |     |
| 13   | Emelec                 | 9   | 6 | 2 | 3 | 1 | 7  | 6  | +1  |     |
| 14   | El Nacional            | 9   | 6 | 3 | 0 | 3 | 8  | 9  | -1  | 50% |
| 15   | São Caetano            | 8   | 6 | 2 | 2 | 2 | 6  | 4  | +2  |     |
| 16   | Deportes Concepción    | 7   | 6 | 2 | 1 | 3 | 8  | 8  | 0   |     |

## Mata-mata
|  | Oitavas de final       | Oitavas de final   | Oitavas de final | Oitavas de final |       |                       | Quartas de final | Quartas de final | Quartas de final | Quartas de final |  |                    | Semifinais | Semifinais | Semifinais | Semifinais |           |   | Final | Final | Final | Final |
|  |                        |                    |                  |                  |       |                       |                  |                  |                  |                  |  |                    |            |            |            |            |           |   |       |       |       |       |
|  |                        |                    |                  |                  |       |                       |                  |                  |                  |                  |  |                    |            |            |            |            |           |   |       |       |       |       |
|  | Emelec                 | 2                  | 0                | 2                |       |                       |                  |                  |                  |                  |  |                    |            |            |            |            |           |   |       |       |       |       |
|  | River Plate            | 0                  | 5                | 5                |       |                       |                  |                  |                  |                  |  |                    |            |            |            |            |           |   |       |       |       |       |
|  | River Plate            | 0                  | 5                | 5                |       | River Plate           | 0                | 0                | 0                |                  |  |                    |            |            |            |            |           |   |       |       |       |       |
|  |                        |                    |                  |                  |       | River Plate           | 0                | 0                | 0                |                  |  |                    |            |            |            |            |           |   |       |       |       |       |
|  |                        | Cruz Azul          | 0                | 3                | 3     |                       |                  |                  |                  |                  |  |                    |            |            |            |            |           |   |       |       |       |       |
|  | Cerro Porteño          | Cruz Azul          | 0                | 3                | 3     | 2                     | 1                | 3                |                  |                  |  |                    |            |            |            |            |           |   |       |       |       |       |
|  | Cerro Porteño          |                    |                  |                  |       | 2                     | 1                | 3                |                  |                  |  |                    |            |            |            |            |           |   |       |       |       |       |
|  | Cruz Azul              | 1                  | 3                | 4                |       |                       |                  |                  |                  |                  |  |                    |            |            |            |            |           |   |       |       |       |       |
|  | Cruz Azul              | 1                  | 3                | 4                |       |                       |                  |                  |                  |                  |  | Cruz Azul          | 2          | 3          | 5          |            |           |   |       |       |       |       |
|  |                        |                    |                  |                  |       |                       |                  |                  |                  |                  |  | Cruz Azul          | 2          | 3          | 5          |            |           |   |       |       |       |       |
|  |                        | Rosário Central    | 0                | 3                | 3     |                       |                  |                  |                  |                  |  |                    |            |            |            |            |           |   |       |       |       |       |
|  | Cobreloa               | Rosário Central    | 0                | 3                | 3     | 2                     | 1                | 3                |                  |                  |  |                    |            |            |            |            |           |   |       |       |       |       |
|  | Cobreloa               |                    |                  |                  |       | 2                     | 1                | 3                |                  |                  |  |                    |            |            |            |            |           |   |       |       |       |       |
|  | Rosário Central        | 3                  | 1                | 4                |       |                       |                  |                  |                  |                  |  |                    |            |            |            |            |           |   |       |       |       |       |
|  | Rosário Central        | 3                  | 1                | 4                |       | Rosário Central (pen) | 1                | 2                | 3 (4)            |                  |  |                    |            |            |            |            |           |   |       |       |       |       |
|  |                        |                    |                  |                  |       | Rosário Central (pen) | 1                | 2                | 3 (4)            |                  |  |                    |            |            |            |            |           |   |       |       |       |       |
|  |                        | América de Cali    | 0                | 3                | 3 (3) |                       |                  |                  |                  |                  |  |                    |            |            |            |            |           |   |       |       |       |       |
|  | América de Cali        | América de Cali    | 0                | 3                | 3 (3) | 2                     | 3                | 5                |                  |                  |  |                    |            |            |            |            |           |   |       |       |       |       |
|  | América de Cali        |                    |                  |                  |       | 2                     | 3                | 5                |                  |                  |  |                    |            |            |            |            |           |   |       |       |       |       |
|  | Nacional               | 0                  | 1                | 1                |       |                       |                  |                  |                  |                  |  |                    |            |            |            |            |           |   |       |       |       |       |
|  | Nacional               | 0                  | 1                | 1                |       |                       |                  |                  |                  |                  |  |                    |            |            |            |            | Cruz Azul | 0 | 1     | 1 (1) |       |       |
|  |                        |                    |                  |                  |       |                       |                  |                  |                  |                  |  |                    |            |            |            |            |           | 0 | 1     | 1 (1) |       |       |
|  |                        | Boca Juniors (pen) | 1                | 0                | 1 (3) |                       |                  |                  |                  |                  |  |                    |            |            |            |            |           |   |       |       |       |       |
|  | Deportes Concepción    | Boca Juniors (pen) | 1                | 0                | 1 (3) | 1                     | 0                | 1                |                  |                  |  |                    |            |            |            |            |           |   |       |       |       |       |
|  | Deportes Concepción    |                    |                  |                  |       | 1                     | 0                | 1                |                  |                  |  |                    |            |            |            |            |           |   |       |       |       |       |
|  | Vasco da Gama          | 3                  | 1                | 4                |       |                       |                  |                  |                  |                  |  |                    |            |            |            |            |           |   |       |       |       |       |
|  | Vasco da Gama          | 3                  | 1                | 4                |       | Vasco da Gama         | 0                | 0                | 0                |                  |  |                    |            |            |            |            |           |   |       |       |       |       |
|  |                        |                    |                  |                  |       | Vasco da Gama         | 0                | 0                | 0                |                  |  |                    |            |            |            |            |           |   |       |       |       |       |
|  |                        | Boca Juniors       | 1                | 3                | 4     |                       |                  |                  |                  |                  |  |                    |            |            |            |            |           |   |       |       |       |       |
|  | Junior de Barranquilla | Boca Juniors       | 1                | 3                | 4     | 2                     | 1                | 3                |                  |                  |  |                    |            |            |            |            |           |   |       |       |       |       |
|  | Junior de Barranquilla |                    |                  |                  |       | 2                     | 1                | 3                |                  |                  |  |                    |            |            |            |            |           |   |       |       |       |       |
|  | Boca Juniors           | 3                  | 1                | 4                |       |                       |                  |                  |                  |                  |  |                    |            |            |            |            |           |   |       |       |       |       |
|  | Boca Juniors           | 3                  | 1                | 4                |       |                       |                  |                  |                  |                  |  | Boca Juniors (pen) | 2          | 2          | 4 (3)      |            |           |   |       |       |       |       |
|  |                        |                    |                  |                  |       |                       |                  |                  |                  |                  |  | Boca Juniors (pen) | 2          | 2          | 4 (3)      |            |           |   |       |       |       |       |
|  |                        | Palmeiras          | 2                | 2                | 4 (2) |                       |                  |                  |                  |                  |  |                    |            |            |            |            |           |   |       |       |       |       |
|  | São Caetano            | Palmeiras          | 2                | 2                | 4 (2) | 1                     | 0                | 1 (3)            |                  |                  |  |                    |            |            |            |            |           |   |       |       |       |       |
|  | São Caetano            |                    |                  |                  |       | 1                     | 0                | 1 (3)            |                  |                  |  |                    |            |            |            |            |           |   |       |       |       |       |
|  | Palmeiras (pen)        | 0                  | 1                | 1 (5)            |       |                       |                  |                  |                  |                  |  |                    |            |            |            |            |           |   |       |       |       |       |
|  | Palmeiras (pen)        | 0                  | 1                | 1 (5)            |       | Palmeiras (pen)       | 3                | 2                | 5 (4)            |                  |  |                    |            |            |            |            |           |   |       |       |       |       |
|  |                        |                    |                  |                  |       | Palmeiras (pen)       | 3                | 2                | 5 (4)            |                  |  |                    |            |            |            |            |           |   |       |       |       |       |
|  |                        | Cruzeiro           | 3                | 2                | 5 (3) |                       |                  |                  |                  |                  |  |                    |            |            |            |            |           |   |       |       |       |       |
|  | El Nacional            | Cruzeiro           | 3                | 2                | 5 (3) | 1                     | 1                | 2                |                  |                  |  |                    |            |            |            |            |           |   |       |       |       |       |
|  | El Nacional            |                    |                  |                  |       | 1                     | 1                | 2                |                  |                  |  |                    |            |            |            |            |           |   |       |       |       |       |
|  | Cruzeiro               | 2                  | 4                | 6                |       |                       |                  |                  |                  |                  |  |                    |            |            |            |            |           |   |       |       |       |       |

### Finais
Jogo de ida
| 20 de junho   | Cruz Azul | 0 – 1 | Boca Juniors        | Estádio Azteca, Cidade do México                    |
| 19:30 (UTC-6) |           |       | Marcelo Delgado 79' | Público: 115 000 Árbitro: Márcio Rezende de Freitas |

Jogo de volta
| 28 de junho   | Boca Juniors | 0 – 1 (pro) | Cruz Azul              | La Bombonera, Buenos Aires                |
| 21:30 (UTC-3) |              |             | Francisco Palencia 45' | Público: 60 000 Árbitro: Gilberto Hidalgo |

|                                 |       | Penalidades                          |  |
| Riquelme Serna Delgado Bermúdez | 3 – 1 | Palencia Galdames Hernández Pinheiro |  |

## Premiação
| Copa Libertadores da América de 2001 |
| ------------------------------------ |
| Boca Juniors Campeão 4º título       |